# Миччике, Джанфранко
Джанфранко Миччике (итал. Gianfranco Miccichè; род. 1 апреля 1954, Палермо) — итальянский политик, министр без портфеля по развитию и сплочению регионов (2005—2006).

## Биография
Миччике не получил высшего образования, а его утверждение в curriculum vitae о преподавательской работе в Университете Реджо Калабрии было опровергнуто ректором университета.
В начале 1970-х годов являлся активистом ультралевой группировки «Борьба продолжается».
В 1980-е управлял частными компаниями, в том числе компанией Publitalia '80. В 1994 году Сильвио Берлускони назначил Миччике партийным координатором «Вперёд, Италия» на Сицилии, а также младшим статс-секретарём Министерства транспорта и мореплавания в своём первом правительстве, а кроме того был избран в Палату депутатов и сохранял свой мандат до 2013 года. В 2001 году назначен заместителем министра экономики и финансов во втором правительстве Берлускони.
23 апреля 2005 года в качестве представителя партии «Вперёд, Италия» назначен министром без портфеля в третьем правительстве Берлускони и отвечал в нём за развитие и сплочение регионов.
В 2008—2011 году являлся младшим статс-секретарём аппарата четвёртого правительства Берлускони, получив в своё ведение Межведомственный комитет по экономическому планированию и устойчивому развитию (CIPE). В 2011 году основал партию «Сила Юга». В 2006—2008 и в 2017—2022 годах занимал должность председателя Сицилийской региональной ассамблеи.
В 2012 году пошёл на региональные выборы в Сицилии самостоятельно, расколов лагерь правоцентристов, и тем самым способствовал победе кандидата левоцентристов Розарио Крочетты получившего 30,47 % голосов, хотя большинство получили правые — Нелло Музумечи (25,73 %) и Миччике (15,47 %).
25 сентября 2022 года в Италии состоялись парламентские выборы, по итогам которых Миччике был избран в Сенат Италии по списку возобновлённой партии «Вперёд, Италия» от первого многомандатного округа на Сицилии.
13 января 2023 года отказался от мандата сенатора, решив сосредоточиться на работе в региональной ассамблее Сицилии. Это решение аналитики связали с разногласиями, возникшими между Миччике и его однопартийцем, новым губернатором Сицилии Ренато Скифани.